# Acacia cowaniana
Acacia cowaniana är en ärtväxtart som beskrevs av Bruce R. Maslin. Acacia cowaniana ingår i släktet akacior, och familjen ärtväxter. Inga underarter finns listade i Catalogue of Life.